# Església de Sant Marçal
Sant Marçal és una església a la part més elevada del nucli de Sant Marçal al municipi de Castellet i la Gornal (Alt Penedès) catalogada a l'Inventari del Patrimoni Arquitectònic de Catalunya. L'edifici actual presenta a la façana una inscripció amb la data del 1914, si bé hi ha notícia d'una església de Sant Marçal des del segle xiii. Va pertànyer a la canònica de Solsona fins al segle xvi, i posteriorment a l'Arboç (s. segle xvii) i a Castellet (segle xviii-xix). Ja en el segle xx va passar a ser parròquia.
L'església de Sant Marçal és una construcció de planta rectangular amb absis semicircular. Té una única nau i es cobreix amb teulada a dues vessants. La façana és de composició molt senzilla i presenta, incorporat a la part esquerra, el campanar de planta quadrada i tres cossos, al més alt dels quals s'obren finestres d'arc de mig punt. Aquesta torre té coberta de pavelló, decorada amb ceràmica vidriada. La part central de la façana és d'inspiració clàssica, damunt la qual s'obre una obertura circular. Al vèrtex de la teulada hi ha una creu. El conjunt es completa amb les capelles adossades d'ambdós costats i amb l'edifici de la rectoria.
Està dedicada al bisbe Marçal de Llemotges (segle iii) i la devoció popular li ha dedicat uns goigs.